# Lo (landbrug)
 For alternative betydninger, se Lo. (Se også artikler, som begynder med Lo)
Ordet lo eller tærskelo henviser til det sted på en gård, hvor der blev tærsket korn ved håndkraft. Faktisk var det underlaget, oftest (ler)gulvet, der var loen, som kunne være uden- eller indendørs. (Derfor skriver N.F.S.Grundtvig:" i vor Lade, paa vor Lo,"). Var loen indendørs, kaldtes bygningen loen. Da tærskeværket blev almindelig, opbevaredes og anvendtes det i loen. - På en landbrugsejendom er laden derimod en (lager)bygning, som anvendes til opbevaring af maskiner. I dag vil man nok bruge ordet maskinhus eller garage. (Se, så længe linket virker: https://www.kristeligt-dagblad.dk/bagsiden/i-vor-lade-på-vor-lo)
Kan også være en bred køregang på langs eller tværs gennem en ladebygning.